# Ara žlutokrký
Ara žlutokrký (Primolius auricollis) je druh papouška z rodu Primolius.

## Výskyt
Ara žlutokrký se vyskytuje hlavně v oblasti Bolívie, ale i v Aragentině, Paraguay a Brazílii. Sice není ohrožen, ale v současnosti jde o jednoho z nejoblíbenějších "menších arů".

## Fotogalerie

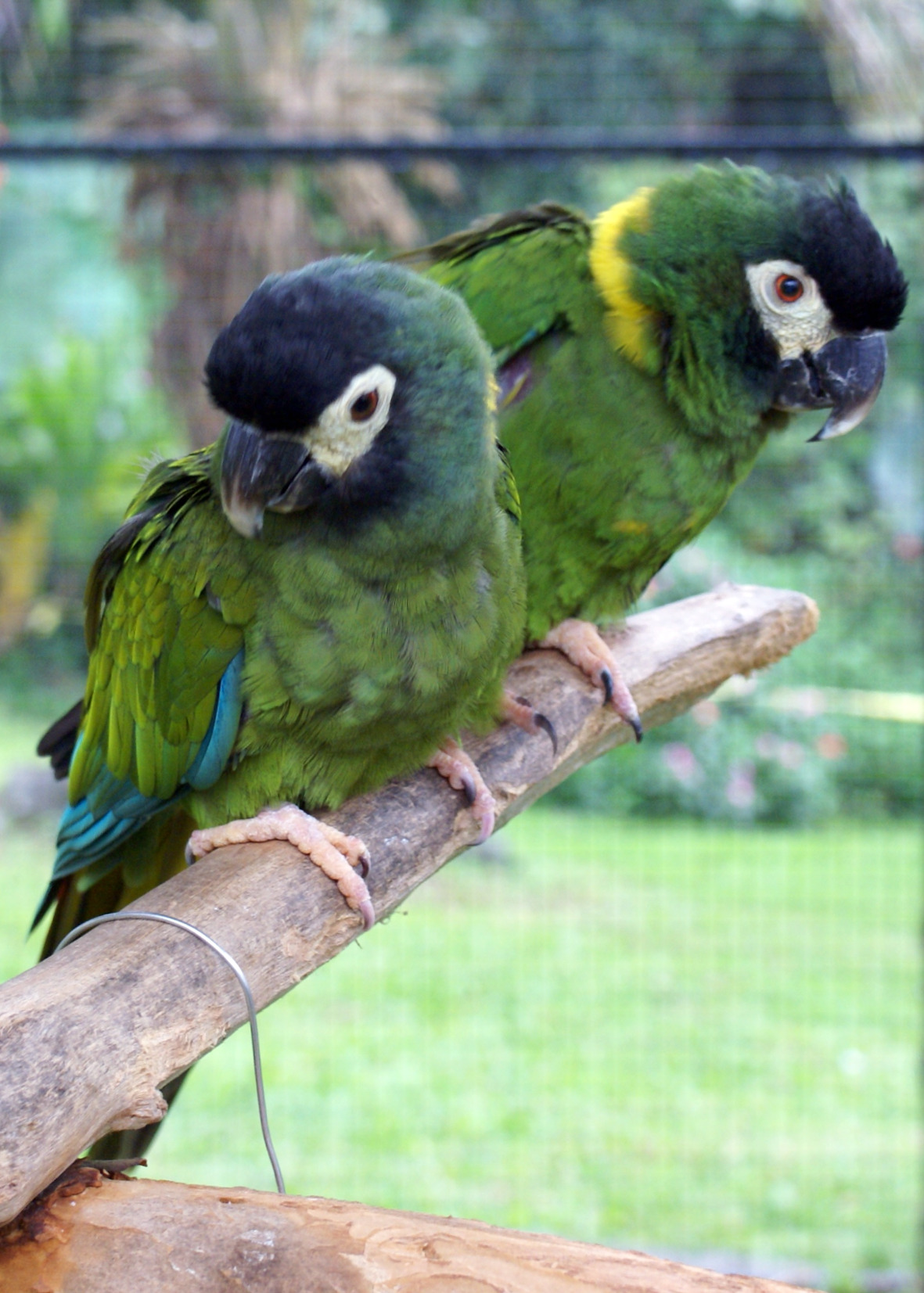
Arové jsou velice společenští
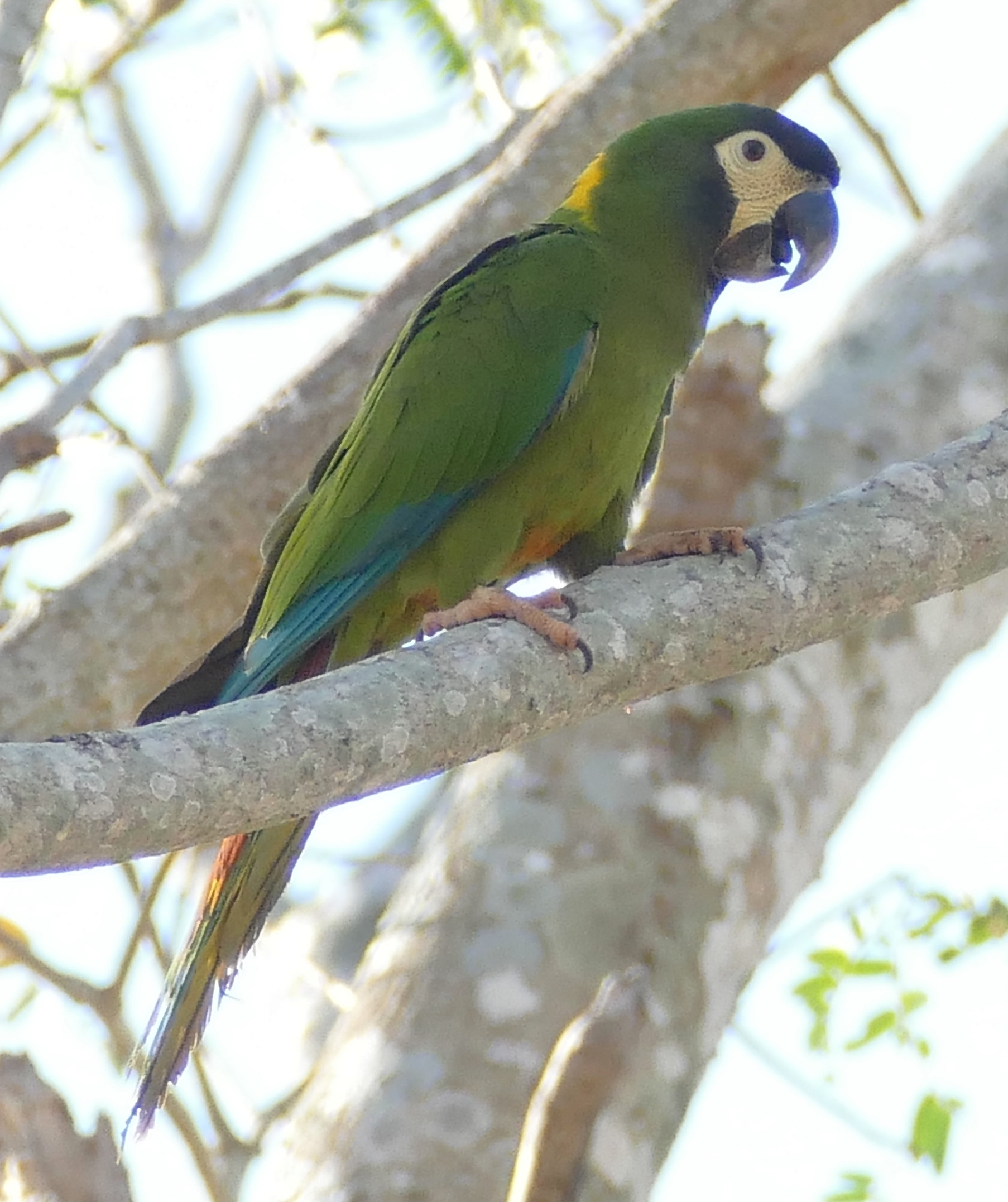
Ara žlutokrký v koruně stromu